# Dzjvari
För andra betydelser, se Dzjvari (olika betydelser).
Dzjvari (georgiska: ჯვარი) är en stad i den nordvästra delen av regionen Megrelien-Övre Svanetien i västra Georgien. Staden ligger vid den östra stranden av floden Enguri. Stadens namn kan direkt översättas till "Kors". Staden är hemstad till sovjetarmé-sergeanten Meliton Kantaria.
Nära staden ligger Enguridammen och Dzjvarireservoaren.